# Wild- und Rinderseuche
Die Wild- und Rinderseuche (Syn. Hämorrhagische Septikämie des Rindes, Pasteurellose des Rindes) ist eine durch Pasteurella multocida hervorgerufene Tierseuche. In Österreich ist sie anzeigepflichtig. Die Wild- und Rinderseuche zählt zu den von der Weltorganisation für Tiergesundheit (OIE) erfassten meldepflichtigen Tierkrankheiten.

## Erreger
Als Erreger der Wild- und Rinderseuche gelten nur die Serotypen B und E von Pasteurella multocida, welche durch die Kapselantigene B und E gekennzeichnet sind. Kapseln beeinflussen die Virulenz von P. multocida, da sie das Bakterium vor der Phagozytose durch die unspezifische Immunabwehr des Wirtes schützen.
Andere bekannte Serotypen (A, D und F) können ebenfalls Pasteurellosen bei Wiederkäuern, aber auch Schweinen und Geflügel hervorrufen, die nicht der Wild- und Rinderseuche zugeordnet werden, wie die Pasteurellose des Kalbes, die Schnüffelkrankheit bei Schweinen oder die Geflügelcholera. Darüber hinaus sind weniger virulente Stämme auch bei Sekundärinfektionen im Rahmen anderer Krankheiten der Atemwege beteiligt.

## Vorkommen
Für die Wild- und Rinderseuche sind Rinder, Büffel (hier auch als „Büffelseuche“ bezeichnet), Zebus, Bisons, Dromedare, Reh-, Rot-, Dam- und Schwarzwild, Ren, Yaks und Elefanten empfänglich.
Die Wild- und Rinderseuche kommt heute vor allem noch in Afrika und Asien vor, wobei hier durchaus mehrere tausend Tiere betroffen sein können wie im Falle des Massensterbens der vom Aussterben bedrohten Saiga-Antilopen im Jahr 2010 und 2015. In den übrigen Teilen der Welt gilt diese Seuche als weitgehend getilgt. Einzelne Ausbrüche mit regional beschränktem Charakter, die jedoch mit den großen Seuchenzügen des 18. Jahrhunderts nicht vergleichbar sind, kommen auch in den übrigen Teilen der Welt vor. Die jüngsten Fälle in Europa gab es 2001 in Polen und Malta oder 2010 und 2013 in Spanien. In Deutschland wurden die letzten Fälle 1986 und 2010 beobachtet. In der Gegend der mecklenburgischen Seenplatte kam es Mitte Juli 2022 zu einem Ausbruch mit mehreren toten Damhirschen. In Österreich und der Schweiz sind keine Fälle seit Einführung der Meldepflicht durch die OIE registriert.
In Deutschland wurde die Wild- und Rinderseuche 1909 mit dem 2. Reichsviehseuchengesetz anzeigepflichtig, diese Anzeigepflicht ist jedoch mittlerweile entfallen, weil die Erkrankung nicht mehr als akute Bedrohung und die Tierseuche in Deutschland als getilgt angesehen wird. In Österreich besteht dagegen nach wie vor Anzeigepflicht.

## Klinisches Bild
Die Inkubationszeit beträgt ein bis drei Tage. Das klinische Bild ist variabel, man unterscheidet verschiedene Formen.
Die perakute Form ist durch plötzlich eintretendes hohes Fieber, Schwäche, trockene Schleimhäute, Futterverweigerung und Absinken der Milchleistung gekennzeichnet. Es können blutiger Durchfall, blutiger Nasenausfluss oder blutiger Urin vorkommen. Hierbei handelt es sich um eine Septikämie, die rasch zum Tode führt.
Akute Verläufe zeigen sich in einer ödematösen Förm mit hochgradigen Ödemen in der Unterhaut, Bindehautentzündung, trockenen Schleimhäuten, Atemnot, Zyanose der Zunge die häufig binnen einiger Tage zum Tod führt. Bei trächtigen Kühen können Fehlgeburten auftreten. Die pektorale Form ist durch eine kruppöse Lungenentzündung mit Atemnot, gestörter Pansenmotorik und Darmmotilität und blutigem Durchfall gekennzeichnet. Auch bei dieser Form tritt der Tod meist binnen einer Woche ein.
Chronische Verläufe mit milderen Krankheitssymptomen sind selten.

## Therapie
Therapeutisch ist der Einsatz von Pasteurella-Immunserum oder Antikörpern vom Rind sowie von Antibiotika möglich. erkrankte Tiere sind sofort abzusondern, um ein Ausbreiten auf den Bestand zu verhindern.